# Puieni (okręg Giurgiu)
Puieni – wieś w Rumunii, w okręgu Giurgiu, w gminie Prundu. W 2011 roku liczyła 837 mieszkańców.